# U del Serpentari
U del Serpentari (U Ophiuchi) és un sistema estel·lar variable de magnitud aparent mitjana +5,72 situat a la constel·lació del Serpentari. S'hi troba a 756 ± 20 anys llum del sistema solar.

## Binària eclipsant
La component més brillant d'aquest sistema és una binària espectroscòpica formada per dos estrelles blanc-blavenques de tipus espectral B5V i B6V respectivament. La primera d'elles té una temperatura efectiva de 16.440 K i és 794 vegades més lluminosa que el Sol. Té una massa de 5,27 masses solars i un radi 3,5 vegades més gran que el del Sol. Gira sobre si mateixa amb una velocitat de rotació projectada de 125 km/s. L'estrella B6V és una mica menys calenta, la seva temperatura superficial és de 15.590 K. Llueix amb una lluminositat 513 vegades major que la lluminositat solar —equivalent al 72% de la de la seva companya— i és 4,74 vegades més massiva que el Sol. El seu radi és 3,1 vegades més gran que el radi solar i la seva velocitat de rotació és igual o superior a 115 km/s.
El parell constitueix una binària eclipsant amb un període orbital de 1,6773 dies. És, per tant, un estel variable; en l'eclipsi primari la seva lluentor disminueix 0,72 magnituds mentre que en el secundari el descens de lluentor és de 0,62 magnituds.

## Components addicionals
La binària eclipsant està acompanyada per una component addicional de naturalesa no ben coneguda. Hom pensa que aquesta component pot ser, al mateix temps, una binària no eclipsant composta per dos estrelles idèntiques. Cadascuna elles tindria una temperatura de 7.000 K, una massa un 48% major que la massa solar i un radi un 45% més gran que el del Sol. La distància entre les dues binàries és de 6,23 ua, i el període orbital és de 21,2 anys aproximadament. Les òrbites no són coplanars.
Una companya visual de magnitud 12,1, separada 20,7 segons d'arc, pot completar del sistema. És una nana groga de tipus G0V la massa de la qual pot ser un 16% inferior a la solar. Si formara part del sistema, la seva distància respecte a les dues binàries seria d'unes 4.500 ua amb un període orbital de 72.000 anys.
L'edat aproximada del sistema U del Serpentari és de 40 - 50 milions d'anys.